# Compín
Compín es una localidad peruana ubicada en el Distrito de Marmot de la Provincia de Gran Chimú del Departamento de La Libertad. Se ubica aproximadamente a unos 130 kilómetros al noreste de la ciudad de Trujillo.

## Laguna de Compín
Está ubicada junto a la localidad de Compín. Utilizada para la actividad agropecuaria. El acceso vehicular llega a 200 m de distancia de la laguna. Se alimenta a través de filtraciones.